# John Klein (miejsce na Marsie)
John Klein – nazwa miejsca  na Marsie wybranego do pierwszego użycia wiertarki udarowej ang. Powder Acquisition Drill System (PADS) umieszczonej na należącym do NASA łaziku Curiosity. Miejsce znajduje się w marsjańskim kraterze Gale.
Zdjęcie zbliżenia miejsca o nazwie „John Klein” dostarczyła prawa kamera masztowa (ang. Mastcam) łazika Curiosity. Odległość od aparatu do fotografowanego miejsca wynosiła 5 metrów. Pasek przymiaru kreskowego na zdjęciu ma 150 centymetrów.
Zdjęcie będące mozaiką, zostało złożone z obrazków wykonanych w Sol 138 (lub w 138 dniu misji łazika Curiosity) między 8:30 a 9:25 rano, marsjańskiego czasu słonecznego (na Ziemi był wtedy 25 grudnia 2012). Zdjęcie to ilustruje różnorodność skał, spośród których zespół łazika Curiosity mógł wybierać próbki skał do analizy. Wybrane skały oznaczone kwadratami i literami na lewym zdjęciu, widać w powiększeniu na zdjęciu prawym. Każde pole ma 22 centymetry kwadratowe.
Powiększenie A pokazuje skałę „skórkę chleba”, której powierzchnia jest popękana w strukturę wieloboków. To zwykle odzwierciedla zmiany różnicy objętości, w skale z części zewnętrznej względem rozszerzonego bardziej wnętrza. Powiększenie B jest reprezentatywne dla materiału pokazującego zarówno jasne stonowane żyły, jak i ciemne plamy pokazujące uwypuklenie konkrecji. Powiększenie C pokazuje egzotyczny czarny kamień, który jest podobny w kształcie do bardziej odległych, ciemnych skał znajdujących się wyżej w lokalnej stratygrafii. Ta skała była prawdopodobnie umieszczona tutaj jako część materiału wyrzuconego podczas powstawania krateru uderzeniowego, jakim jest krater Gale. Regulacja równowagi bieli zdjęcia była przeprowadzona tak, aby zdjęcie wyglądało na wykonane w ziemskich warunkach oświetleniowych.
Miejsce „John Klein” leży w płytkiej depresji o nazwie „Yellowknife Bay”, w odległości około 550 metrów od miejsca lądowania nazywanym Bradbury Landing. Na trasie do miejsca „John Klein” łazik pracował w miejscu nazwanym „Rocknest”.